# 勒菲弗瑞戰役
勒菲弗瑞戰役發生於1797年1月16日，是第一次反法同盟中義大利戰區的曼圖亞圍城戰的一場戰役。拿破崙率領的法軍擊退了在曼圖亞中由達戈貝爾·西格蒙德·馮·維爾姆澤率領的奧軍的最後一次突圍，而馬塞納等人則包圍了喬瓦尼·普羅維拉前來救援的部隊。

## 註腳
1. 1 2 3 4 5 6  Clodfelter 2017，第100頁.